# Deep Ecliptic Survey
Deep Ecliptic Survec (DES) var ett forskningsprojekt som pågick mellan 1998 och 2003. Det syftade till att upptäcka objekt i Kuiperbältet. Projektet använde National Optical Astronomy Observatory för sina undersökningar. Medlemmar i gruppen var forskarna: 
- Bob Millis (Lowell Observatory)
- Marc W. Buie (Lowell-observatoriet)
- Eugene Chiang (University of California, Berkeley)
- Jessica Lovering (University of California, Berkeley)
- Jim Elliot (Massachusetts Institute of Technology)*
- Susan Kern (Massachusetts Institute of Technology)
- Karen Meech (University of Hawaii)
- David Trilling (University of Pennsylvania)
- Mark Wagner (LBT-observatoriet)
- Larry Wasserman (Lowell-observatoriet)
- Kelly Clancy (Massachusetts Institute of Technology).

Bland gruppens upptäckter kan märkas: 1998 WW31, 2000 CR105 och 2000 OO67

## Asteroider upptäckta av DES
| 19521 Chaos          | 19 november 1998 |
| 28978 Ixion          | 22 maj 2001      |
| 38083 Rhadamanthus   | 17 april 1999    |
| (42301) 2001 UR163   | 21 oktober 2001  |
| 53311 Deucalion      | 18 april 1999    |
| 54598 Bienor         | 27 augusti 2000  |
| 88611 Teharonhiawako | 20 augusti 2001  |
| 148780 Altjira       | 20 oktober 2001  |
| (361701) 2007 VZ171  | 24 november 2003 |